# Acropyga decedens
Acropyga decedens är en myrart som först beskrevs av Mayr 1887.  Acropyga decedens ingår i släktet Acropyga och familjen myror. Inga underarter finns listade i Catalogue of Life.